# Avro Canada CF-100 Canuck
Avro Canada CF-100 Canuck (přezdívaný "Clunk") byl kanadský proudový záchytný stíhač sloužící během Studené války jak na základnách NATO v Evropě, tak i jako součást NORAD (Severoamerické velitelství protivzdušné obrany). CF-100 byl jediný čistě v Kanadě navržený stíhací letoun, který se dostal do sériové výroby. Sloužil primárně u RCAF/CAF (Royal Canadian Air Force, od roku 1968 Canadian Forces) a v malých počtech i u belgického vojenského letectva. Ve své době se CF-100 vyznačoval krátkým startem a velkou stoupavostí, takže se dobře hodil pro svou roli přepadového stíhače.

## Konstrukce a vývoj
Na začátku 50. let 20. století Kanada potřebovala přepadový stíhač, který by byl schopný hlídkovat nad rozsáhlým územím severní Kanady a to za všech povětrnostních podmínek. Dvoumístný stíhací letoun, ovládaný pilotem a navigátorem, měl být vybaven dvěma silnými proudovými motory, vyspělým radarem a systémem řízení palby, který by mu umožnil létat za každého počasí a v noci.
Návrh letounu XC-100 ke splnění zadávacích podmínek Kanadského královského letectva (RCAF) pro stíhací letoun do každého počasí byl zahájen v Avro Canada v říjnu 1946. Tato původní práce hlavního konstruktéra Edgara Atkinse byla předána Johnovi Frostovi (dříve pracoval pro de Havilland Aircraft Company), který společně s kanadským odborníkem na aerodynamiku Jimem Chamberlinem (podílel se např. i na amerických vesmírných projektech Mercury, Apollo) přepracoval původní konstrukci trupu. Prototyp CF-100 Mk.1 sériového čísla 18101 (FB-D), vyšel z výrobního závodu v lesklém černém nátěru s bílými podélnými blesky na trupu a motorech. Prototyp CF-100 poprvé vzlétl 19. ledna 1950 v Maltonu pilotovaný hlavním zkušebním pilotem Gloster Aircraft Company Billem Watertonem. CF-100 Mk 1 byl osazen dvěma proudovými motory Rolls-Royce Avon RA 3, každý o tahu 28,9 kN.

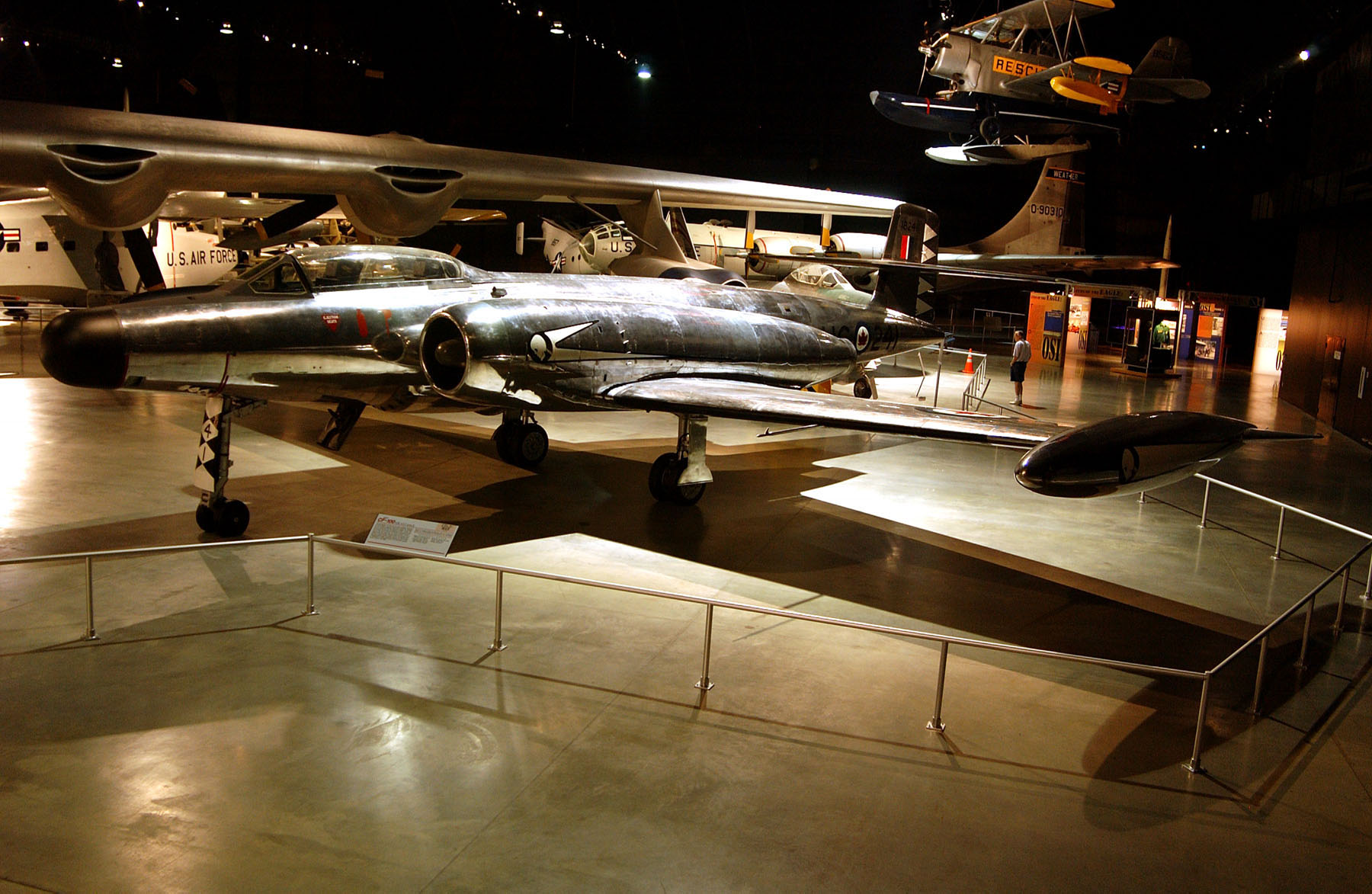
CF-100 Mk IV Canuck – Muzeum USAF

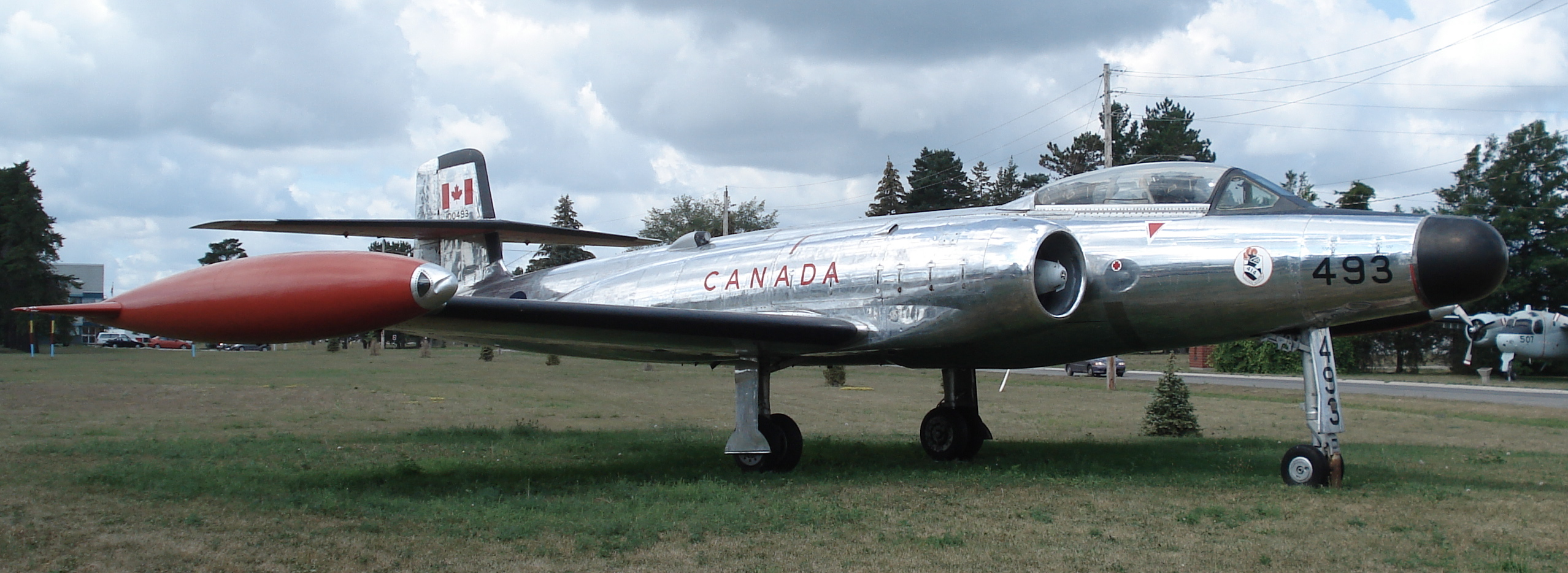
CF-100 Canuck vystavený ve vojenském muzeu na základně Borden

Druhý prototyp (sér. č. 18102, FB-K), byl rovněž poháněn motory Rolls-Royce Avon, ačkoliv následná předvýrobní série i výrobní série letounů používala proudové motory Avro Canada Orenda. Druhý prototyp byl zrušen při havárii 23. června 1951.
První z deseti letounů předvýrobní série CF-100 Mk.2 (č.18103-18112), vybavených proudovými motory Avro Orenda 2 v prodloužených gondolách, poprvé vzlétl 20. června 1952. Také tyto letouny určené ke zkouškám nebyly vyzbrojeny. Dva stroje Mk.2 byly přestavěny na dvoumístné cvičné CF-100 Mk.2T (trainer – cvičný), další čtyři se změnily na rovněž cvičné CF-100 Mk.3T a poslední desátý letoun se stal prototypem verze CF-100 Mk.4.
První sériová verze, označená jako CF-100 Mk.3, zalétaná 11. října 1952, byla vybavena radarem APG-33 a vyzbrojena osmi kulomety Colt-Browning MG-53-2 ráže 0,5 palce (12,7 mm). Pohon zajišťovala dvojice vylepšených motorů Avro Orenda 8 s tahem po 27,1 kN. Verze Mk.3CT byla opět vybavena zdvojeným řízením a sloužila k operačnímu výcviku pilotů. Během služby doznaly některé Mk.3 úprav vnitřního vybavení na varianty Mk.3A a Mk.3D. Montáží dodatečných zařízení a přístrojů u operační 440. squadrony v Bagotville a 423. squadrony v St. Hubertu vznikla verze Mk.3B.

### Výroba
V září 1950 RCAF obdrželo objednávku na 124 kusů letounů verze Mk.3; první z nakonec sedmdesáti postavených „trojek“ (18113) vstoupil do operační služby 15. srpna 1953. Všechny byly vyzbrojeny osmi kulomety ráže 0,5 palce (12,7 mm).
Konečná verze raketami vyzbrojeného letounu Mk.4, objednaná v počtu 331 letounů, byla založená na prototypu Mk.4 modifikovaného z Mk.2 sér. č. 18112, který poprvé vzlétl 11. října 1952. První sériový letoun CF-100 Mk.4 (18183) byl zalétaný dne 24. října 1953. Do přídě letounu byl namontovám mnohem větší radar APG-40 a na konce křídel dvě raketnice pro neřízené rakety Mighty Mouse FFAR ráže 70 mm jako další zbraně. Posledních 54 kusů z objednaných 124 letounů Mk.3 bylo přestavěno na verzi Mk.4A s motory Avro Orenda 9 s tahem po 28,5 kN, celková produkce pak dosáhla počtu 137 strojů. Verze Mk.4B, vyrobená do léta 1955 v počtu 144 exemplářů, byla vybavena silnějšími motory Avro Orenda 11 s tahem po 32,7 kN.

Zbývajících 50 letounů z celkové objednávky Mk.4 zůstalo u výrobce Avro Canada pro pozdější modifikace na další verze.
Pět vyráběných verzí, neboli „Mark (Mk)“, završila od roku 1955 vyráběná verze Mk.5 s motory Avro Orenda 11, nebo Avro Orenda 14 s tahem po 32,7 kN. Tato verze, jejíž prototyp byl zalétán v září 1954, byla modifikována pro vyšší dostup z nepřevzaté verze Mk.4B, což představovalo prodloužení křídel o 1,06 m (3 stopy a 6 palců), rozšíření ocasních ploch a odstranění kulometů - zůstaly pouze rakety v koncových křídelních raketnicích. Do konce roku 1955 obdrželo RCAF zbývajících 49 strojů, následná objednávka na 279 kusů Mk.5 byla realizována do druhé poloviny roku 1958.
Plánovaná verze Mk.6 měla být vyzbrojena raketami Sparrow II a vybavena motorem s přídavným spalováním Orenda 14R a měla sloužit jako „provizorní“ stíhačka do zavedení stíhacích letadel Avro Canada CF-105 Arrow. Od letounu měl být odvozen projektovaný nadzvukový stroj CF-103 se šípovými křídly, který byl postaven v jednom exempláři jako model. Projekt však byl zrušen jako zastaralý ještě před tím než CF-100 dokázal schopnost překročit hranici zvuku při prudkém klesání. 18. prosince 1952 hlavní zkušební pilot společnosti Avro S/L Janusz Żurakowski, překročil s prototypem CF-100 Mk 4 rychlost zvuku střemhlavým letem z výšky 30 000 stop. Tak se CF-100 stal prvním letadlem s rovnými křídly, které dosáhlo řízeného nadzvukového letu.
Samotná společnost Avro Canada byla v roce 1963 zrušena.

## Historie operačního nasazení

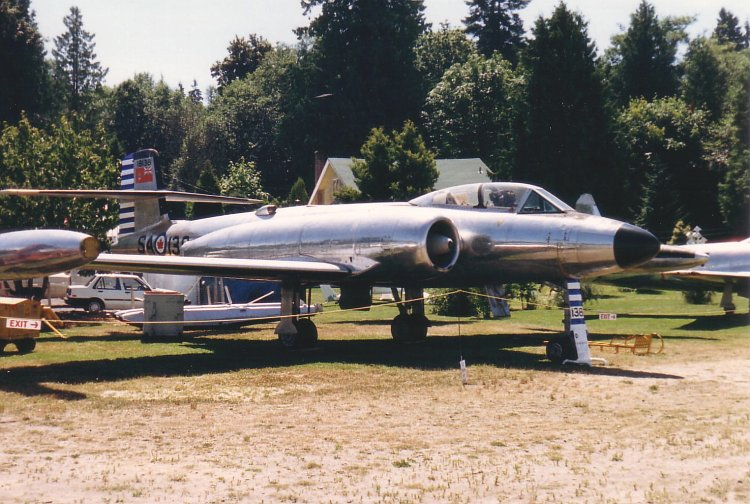
CF-100 Mk 3 v Canadian Museum of Flight v červenci 1988

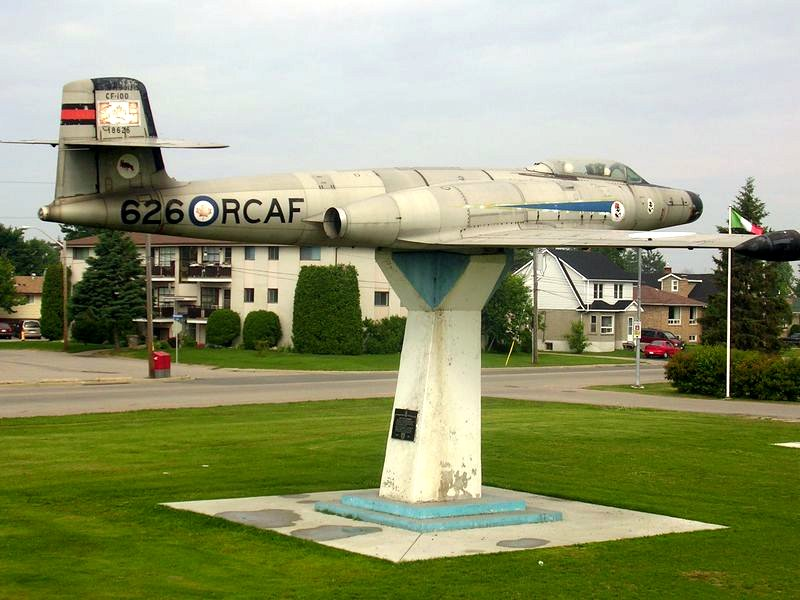
Trvale vystavené CF-100 v North Bay's Lee Park

První jednotkou vybavenou CF-100 Mk.3 se stala v roce 1953 445. squadrona se základnou v North Bay a přeškolovací jednotka 3. OTU.
Canucky Mk.4 se poprvé objevily na základně Cold Lake, kam se rovněž přestěhovala 3. OTU. V průběhu roku 1954 nahradily Mk.4A a B starší Mk.3 u 423., 440. a 445. squadrony. S dodávkami dalších strojů byly utvořeny další squadrony č. 409 (Nighthawks), 419 (Moose), 425 (Alouette), 428 (Ghost), 432 (Panther) a 433 (Porcupine).
Letoun Canuck byl laskavě přezdíván piloty RCAF jménem „Clunk“ („Buchnutí“) kvůli hluku, který vydával přední podvozek při startu. Jeho méně lichotivá přezdívka byla "Lead Sled" („Olověné sáně“), pro jeho obtížné ovládání a všeobecný nedostatek manévrovacích schopností. O tuto nelichotivou přezdívku se CF-100 dělil i s dalšími typy letadel (např. F3H, F-84, F-105, SR-71, RC-135U) Jiní jej přezdívali: CF-Zero, the Zilch, Bestie. Všechny svědčí o tom, že piloti považovali letoun za méně přitažlivý než denní stíhačku RCAF Canadair Sabre.
Letouny operující pod americko-kanadským NORAD (Severoamerické velitelství protivzdušné obrany) chránily severoamerický vzdušný prostor před sovětskými vetřelci, jako byly bombardéry vyzbrojené jadernými zbraněmi. Navíc, jako součást NATO, čtyři perutě letounů Canuck operovaly ze základen v Evropě v rámci 1. letecké divize v letech 1956–1962, a byly svého času jedinými stíhačkami NATO schopnými operačního nasazení při nulové viditelnosti nebo za špatných povětrnostních podmínek.

Po zahájení Korejské války, USAF nutně potřebovalo střední proudový bombardér do každého počasí. Potřeba to byla tak naléhavá, že USA byly ochotné uvažovat o dvou zahraničních letounech: CF-100 a English Electric Canberra. Nakonec byl CF-100 odmítnut z důvodu nedostatečného doletu a malému užitečnému zatížení. Byl vybrán letoun English Electric Canberra, z kterého byl vyvinut letoun Martin B-57 Canberra.
CF-100 sloužil ve svém vrcholném rozšíření u devíti perutí RCAF v polovině 50. let 20. století. Čtyři z těchto perutí byly umístěny v Evropě od roku 1956 do roku 1962 v rámci programu, při kterém nahradily některé perutě denních stíhaček RCAF Canadair Sabre, aby bylo možné čelit sovětským letounům schopným operovat za každého počasí. 445. squadrona s CF-100 Mk.4B měla základnu ve francouzském Marville, 423. squadrona také ve Francii v Gros-Tenquin a dvě squadrony byly umístěny v tehdejší NSR. 440. ve Zweibruckenu a 419. v Baden-Soelingenu. Až v roce 1963 byly nahrazeny nadzvukovými stroji Lockheed F-104 Starfighter. Letouny Canuck létaly v Kanadě bez kamufláže v přirozené barvě kovu, ale letouny nasazené v zámoří byly opatřeny britskou kamufláží – tmavá mořská šeď a zeleň na horních plochách, světlá mořská šeď na spodních plochách.
Hlavní zkušební pilot, S/L Żurakowski, během svého působení u Avro Canada, létal s CF-100 jako akrobatický pilot, a to s mimořádnými výsledky. Zvláště v roce 1955 na letecké show ve Farnborough, kde předvedl s CF-100 tzv. „padající list“. Byl přezdíván letci a leteckými odborníky "Great Żura", kteří nemohli uvěřit, že těžký stíhací stroj do každého počasí je možné tak pozoruhodně ovládat. Jeho výkon vedl Belgii k nákupu letounů CF-100 Canuck.
Jako náhradu squadron působících v Evropě utvořilo na domácí půdě RCAF další čtyři jednotky s verzí Mk.5: 410. squadronu (Cougar), 413. squadronu (Tusker), 414. squadronu (Black Knight) a 416. squadronu (Lynx).
Celkově bylo vyrobeno 692 kusů CF-100 v různých variantách, včetně 53 letounů CF-100 Mk.5 z poslední velké objednávky pro RCAF, dodaných Belgickému vojenskému letectvu Force Aérienne Belge 7. října 1957. Byly přiděleny k 11., 349. a 350. escadrille v Beauvechainu. K jejich nahrazení došlo až na přelomu let 1963-64 dodávkou F-104G. Do konce 60. let se několik belgických CF-100 Mk.5, přestavěných na stroje pro vlekání cvičných cílů, vyskytovalo na domácí základně Coxyde a rovněž na střelnici NATO na ostrově Korsika.
Ačkoliv byl Canuck původně navržen jen na 2 000 letových hodin, bylo u výzkumného ústavu NAE zjištěno, že drak CF-100 může před vyřazením sloužit více než 20 000 hodin. V důsledku toho, i když byl v první linii od roku 1962 nahrazen letounem CF-101 Voodoo u jednotek č. 409, 410 a 425, vydržel sloužit u 414. perutě kanadského letectva v CFB North Bay, Ontario až do roku 1981, kde se uplatňoval při průzkumu, výcviku a elektronickém boji ve variantě CF-100 Mk.5C a Mk.5D. Poté, co byl CF-100 vyřazen z kanadského letectva, mnoho z nich skončilo jako statické exponáty v mnoha muzeích napříč Kanadou, ale i jinde.
Jeho plánovaný v Kanadě navržený nástupce CF-105 Arrow a propracovaný kanadský motor Orenda Iroquois, byly zrušeny v roce 1959 kontroverzním rozhodnutím kanadské vlády.

## Vystavené dochované exempláře
Muzea nebo místa, kde jsou vystavená letadla Avro Canada CF-100:
- 4 Wing Cold Lake, Alberta

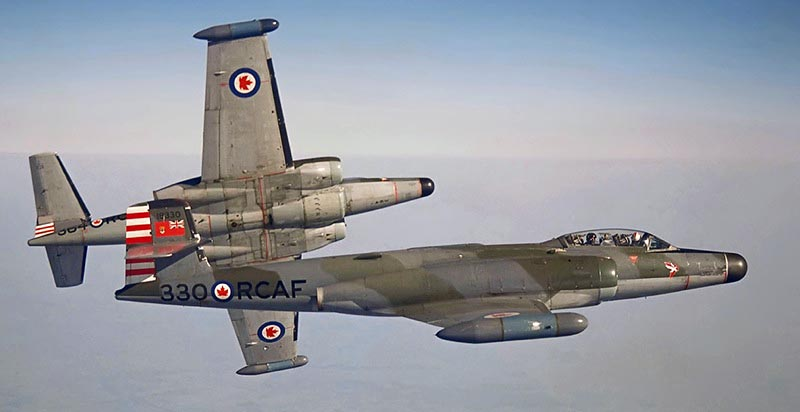
CF-100 423. perutě RCAF

- Alberta Aviation Museum, Edmonton, Alberta
- Atlantic Canada Aviation Museum, Halifax, Nové Skotsko
- Base Borden Military Museum
- Bomber Command Museum of Canada,[5] Nanton, Alberta
- Calgary Aerospace Museum, Calgary
- Canada Aviation Museum, Ottawa, Ontario
- Canadian Museum of Flight, Langley, Britská Kolumbie
- Canadian Warplane Heritage Museum
- Centennial Park, Moncton, Nový Brunšvik
- CFB Winnipeg
- Canadian Forces Garrison St. Hubert, Québec
- Comox Air Force Museum, Comox, Britská Kolumbie
- Head Lake Park, Haliburton, Québec
- Imperial War Museum Duxford, Duxford, Cambridgeshire, Anglie, Spojené království
- John C. Munro Hamilton International Airport, Hamilton, Ontario
- Memorial Military Museum,[6] Campbellford, Ontario
- National Air Force Museum of Canada, Trenton, Ontario
- The National Museum of the United States Air Force
- Nav Canada, Cornwall, Ontario
- Reynolds-Alberta Museum, Wetaskiwin, Alberta
- Royal Canadian Legion, Cornwall, Ontario
- Royal Military College of Canada, Kingston, Ontario
- Royal Military College Saint-Jean, Saint-Jean-sur-Richelieu, Québec
- Royal Museum of the Armed Forces and of Military History, Cinquantenaire, Brusel, Belgie
- Wildwood Park, Malton, Ontario

## Varianty
- CF-100 Mk 1 : První dva prototypy.

CF-100 Mk 1P : Plánovaná verze pro fotografický průzkum. Nebyla postavena.
- CF-100 Mk 2 : Deset předsériových letounů, první zalétaný 20. června 1952. (Včetně CF-100 Mk 2T)

CF-100 Mk 2T : Dvoumístná cvičná verze. Postaveny 2 kusy.
- CF-100 Mk 3 : Dvoumístný dálkový přepadový stíhač pro každé počasí. První výrobní verze určená pro RCAF. Celkem postaveno 70 kusů.

CF-100 Mk 3A : Podtyp Mk 3 poháněný dvěma proudovými motory Orenda 2. Postaveno 21 kusů.
CF-100 Mk 3B : Podtyp Mk 3 poháněný dvěma proudovými motory Orenda 8. Postaveno 45 kusů.
CF-100 Mk 3CT : Jediný letoun verze Mk 3 přestavěný na dvoumístnou cvičnou verzi. Později přeznačený na Mk 3D.
- CF-100 Mk 4 : Dvoumístný dálkový přepadový stíhač pro každé počasí. Jeden postavený jako předsériový. Celkem postaveno 278 kusů.

CF-100 Mk 4A : podtyp Mk 4 poháněný dvěma proudovými motory Orenda 9. Postaveno 137 kusů.
CF-100 Mk 4B : podtyp Mk 4 poháněný dvěma proudovými motory Orenda 11. Postaveno 141 kusů.
CF-100 Mk 4X : Plánovaná verze Mk 4. Nebyla postavena.
- CF-100 Mk 5 : Dvoumístný dálkový přepadový stíhač pro každé počasí, poháněný dvěma proudovými motory Orenda 11 nebo Orenda 14. Postaveno 332 kusů.

CF-100 Mk 5D : Malý počet CF-100 Mk 5 přestavěný do verze pro ECM Elektronické rušení) a EW (Elektronický boj).
CF-100 Mk 5M : Malý počet CF-100 Mk 5 vybavený pro nesení raket vzduch-vzduch AIM-7 Sparrow II.
- CF-100 Mk 6 : Plánovaná verze vyzbrojená raketami vzduch-vzduch AIM-7 Sparrow II. Nebyla postavena.

## Specifikace (CF-100 Mk.5)

### Technické údaje
- Posádka: 1 pilot, 1 navigátor
- Rozpětí: 17.4 m (57 ft 2 in)
- Délka: 16,5 m (54 ft 2 in)
- Výška: 4.4 m (14 ft 6 in)
- Nosná plocha: 54,9 m²
- Prázdná hmotnost: 10,500 kg (23,100 lb)
- Max. vzletová hmotnost : 15,170 kg (33,450 lb)
- Pohonná jednotka: 2× turbokompresorový proudový motor Avro Canada Orenda 11
- Výkon pohonné jednotky: 32,5 kN

### Výkony
- Cestovní rychlost: 775 km/h ve výšce ? m
- Maximální rychlost: 888 km/h (552 mph) ve výšce ? m
- Dolet: 3 200 km
- Dostup: 13 700 m (45,000 ft)
- Stoupavost: 44.5 m/s (8,750 ft/min)

### Výzbroj
- 2× raketnice na koncích křídel vyzbrojené 29 × 70-mm (2.75 in) neřízenými raketami "Mighty Mouse"

## Uživatelé
- Belgie (Belgické vojenské letectvo) (53 letounů verze Mk 5 od 1957 do 1964) – 11., 349. a 350. peruť
- Kanada (RCAF/CAF) – 409., 410., 414., 416., 419., 423., 425., 428., 432., 433., 440., 445. a 448. peruť

### Použitá literatura
- Baglow, Bob. Canucks Unlimited: Royal Canadian Air Force CF-100 Squadrons and Aircraft, 1952–1963. Ottawa: Canuck Publishing, 1985. ISBN 0-9692246-0-5.
- Lyzun, Jim. CF-100 Canuck. Ottawa: SMS Publishing, 1985. ISBN 0-920375-04-9.
- Milberry, Larry. The Avro CF-100. Toronto: CANAV Books, 1981. ISBN 0-9690703-0-6.
- Page, Ron. Canuck: CF-100 All Weather Fighter. Erin, Ontario: Boston Mills Press, 1981. ISBN 0-919822-39-8.
- Whitcomb, Randall L. Cold War Tech War: The Politics of America's Air Defense. Burlington, Ontario: Apogee Books, 2008. ISBN 978-1-894959-77-3.
- BALOUS, Miroslav. Avro Canada CF-100 Canuck. Letectví a kosmonautika. 2001, roč. LXXVII., čís. 15–16, s. 99–106.